# Wilhelm Tell für die Schule

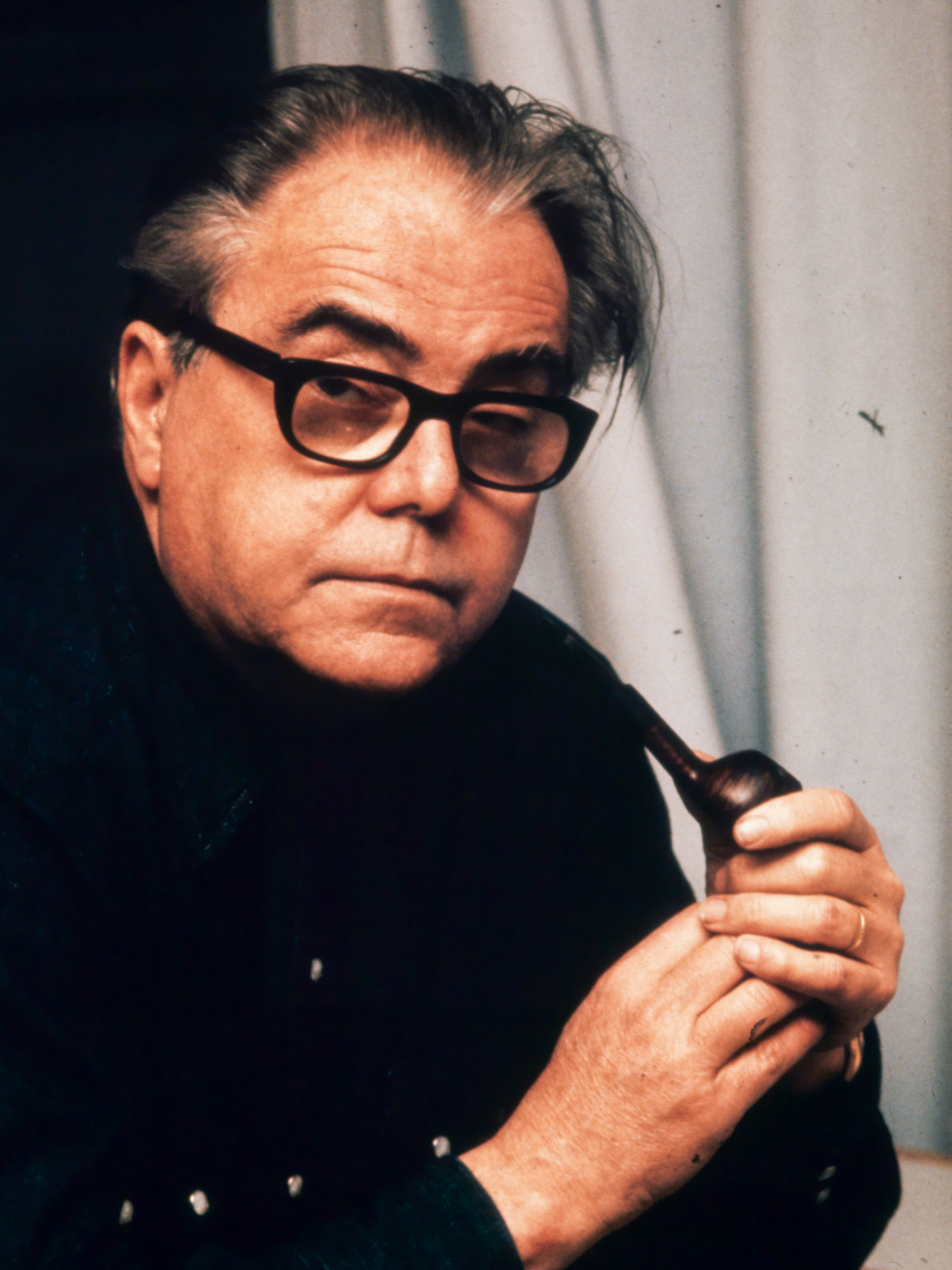
Max Frisch (ca. 1974)

Wilhelm Tell für die Schule ist ein kurzes Prosawerk des Schriftstellers Max Frisch aus dem Jahr 1971. Es entheroisiert die Schweizer Legende um Wilhelm Tell sowie das gleichnamige Drama Friedrich Schillers und stellt dem Schweizer Nationalmythos um Tell eine nüchterne, konträre Lesart gegenüber.

## Inhalt
Das Buch besteht aus mehreren kurzen Kapiteln, in denen Frisch die Geschichte Tells so erzählt, wie sie ihm am wahrscheinlichsten erscheint. Für ein fiktives Werk eher ungewöhnlich, folgt jedem Kapitel ein zum Teil sehr umfangreicher Anmerkungsapparat, in dem Frisch das zuvor Erzählte kommentiert.

### Handlung

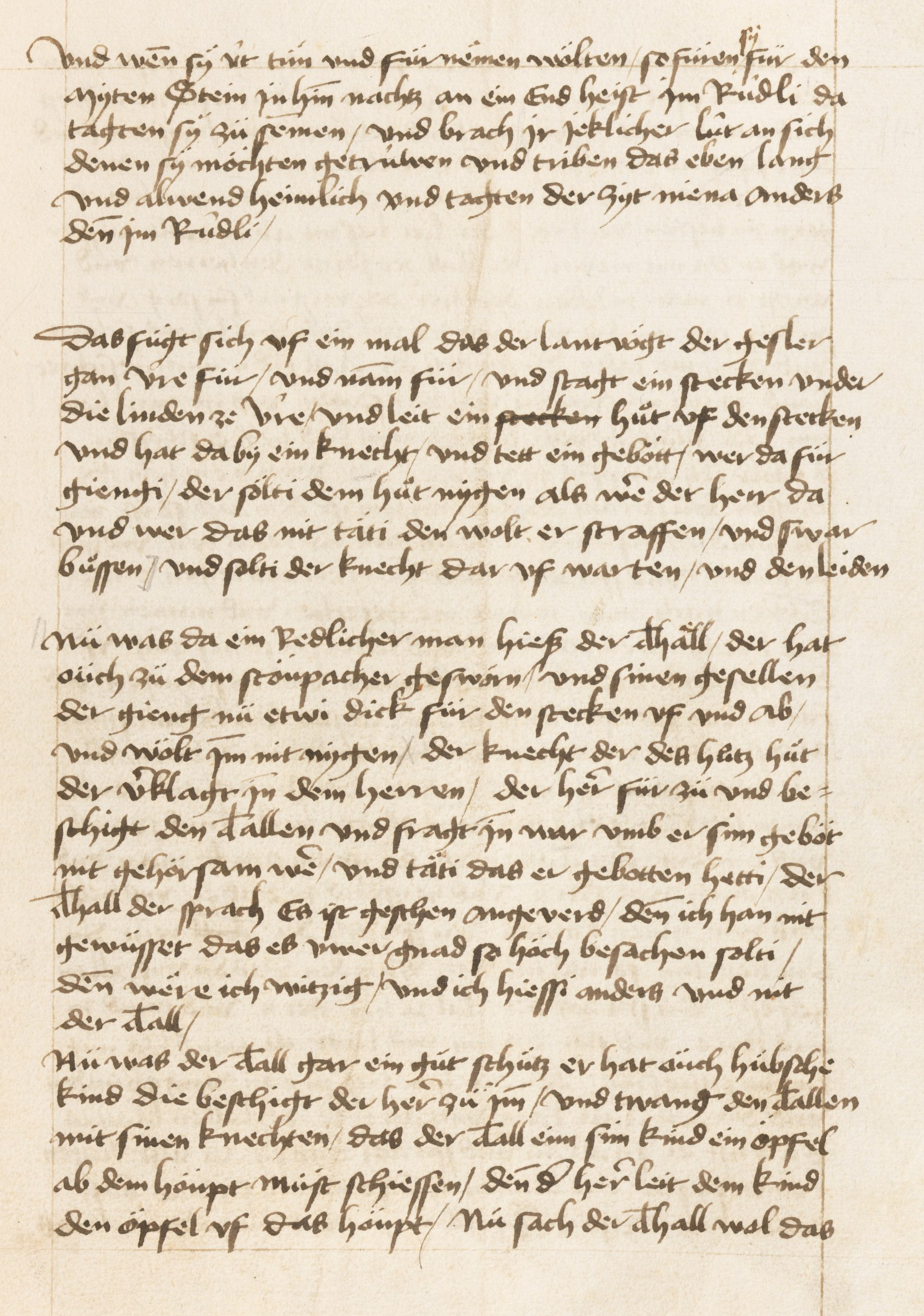
Die Seite aus dem Weissen Buch von Sarnen, der ältesten Quelle der Tellsage, auf der die Begegnung zwischen Tell und Gessler geschildert wird. Das Buch, auf dem Schillers Drama beruht, wird von Frisch ausgiebig zitiert.

Wilhelm Tell für die Schule betrachtet die Tell-Sage aus der Perspektive des Landvogts Gessler, in Schillers Stück ein Tyrann, der durch sein Auftreten den Widerstand Tells weckt und die Urschweizer zum Aufstand gegen die Herrschaft der Habsburger treibt. Frisch dagegen schildert den Vogt, hinter dem er die historisch verbürgte Gestalt des Konrad von Tillendorf vermutet, als eher gutmütigen, dicklichen Ritter. 
Der kleine Beamte der Habsburger unternimmt im Sommer 1291 im Auftrag der Erben des kurz zuvor verstorbenen deutschen Königs Rudolf I. widerwillig eine Dienstreise nach Uri, um mit dem dortigen Landammann, dem greisen Freiherrn von Attinghausen über Wegerechte und Zölle am Gotthardpass zu verhandeln. Die örtlichen Adligen zögern die Verhandlungen jedoch immer weiter hinaus und verbünden sich hinter Tillendorfs Rücken gegen die Habsburger. So sieht dieser sich gezwungen, seine Zeit in dem unwirtlichen Gebirgsland totzuschlagen. Schließlich findet das Treffen mit Attinghausen doch statt, aber es endet ergebnislos. Angesichts der fremdenfeindlichen, engstirnigen und auf überkommene Traditionen pochenden Art, mit der die Urschweizer ihm begegnen, ist der vom Föhn geplagte Vogt froh, heimkehren und das Hochgebirge, das ihn anödet, verlassen zu können.
Am Morgen seiner Abreise wird dem Ritter jedoch gemeldet, einer der Urner, Wilhelm Tell, habe den kaiserlichen Hut auf der Stange vor seinem Haus nicht gegrüßt. Die Zeremonie, die Schiller als einen demütigenden Willkürakt schildert, war eine im Mittelalter gängige Loyalitätsbekundung, vergleichbar mit dem Salutieren vor einer Flagge. Dem Ritter kommt die Verzögerung durch diese Lappalie äußerst ungelegen. Um sie schnellstmöglich zu erledigen, gibt er sich mit Tells Entschuldigung zufrieden, er habe den Hut einfach nicht gesehen. Als Tell aber spürt, dass seine umstehenden Landsleute ihn wegen seiner Nachgiebigkeit gegenüber den Fremden verachten, gibt er sich aufmüpfig und sagt, er grüße weder einen habsburgischen noch einen kaiserlichen Hut. Zugleich geht sein vorlauter Sohn Ritter Konrad damit auf die Nerven, dass er immer wieder die Schießkünste seines Vaters anpreist. Dieser könne ihm sogar einen Apfel vom Kopf schießen. Tillendorf versucht, die lästige Angelegenheit mit der scherzhaften  Aufforderung zu beenden, dann solle Tell doch genau das einmal tun. Völlig humorlos und stets bereit, einem landfremden Vogt jede Gräueltat zuzutrauen, nehmen die Umstehenden den Witz jedoch für  bare Münze. Tell legt zwei Pfeile in seine Armbrust und schickt sich tatsächlich an, zu schießen. Anders als bei Schiller verhindert der Vogt den Apfelschuss jedoch im letzten Moment, indem er den schon eingelegten Pfeil von der Waffe nimmt. Gefragt, was er mit dem zweiten Pfeil auf der Armbrust vorgehabt habe, antwortet Tell, genau wie in Schillers Drama, damit habe den Landvogt erschießen wollen, falls er sein eigenes Kind getötet hätte. Nach dieser Todesdrohung bleibt dem Ritter nichts anderes übrig, als Tell zu verhaften, um seine und die kaiserliche Autorität zu wahren. Während der Gefangene in Schillers Stück aus eigener Kraft fliehen kann, lässt Frischs Ritter Tell ganz einfach nach einiger Zeit laufen, um endlich ungestört weiterreisen zu können. Anstatt dankbar für die nachsichtige Behandlung zu sein, lauert Tell Konrad von Tillendorf in der hohlen Gasse zwischen Küssnacht und Immensee auf und ermordet ihn durch einen Schuss mit seiner Armbrust.

### Kommentare
In den zum Teil sehr umfänglichen Fußnoten legt Frisch die historischen und literarischen Quellen der Tell-Sage offen und diskutiert sie, kritisiert die traditionelle Schweizer Geschichtsschreibung und stellt eigene Überlegungen zum historischen Kern des Tell-Mythos an. Unter anderem zitiert er ausführlich aus einem Artikel von Friedrich Engels, der sich anlässlich des Sonderbundskriegs von 1847 kritisch mit der Schweizer Freiheitstradition auseinandersetzt. Darin heißt es:
„Die Urschweizer haben sich zweimal in der Geschichte bemerklich gemacht. Das erste Mal, als sie sich von der österreichischen Tyrannei glorreich befreiten, das zweite Mal in diesem Augenblick, wo sie mit Gott für Jesuiten und Vaterland in den Kampf ziehen.
Die glorreiche Befreiung aus den Krallen des österreichischen Adlers verträgt schon sehr schlecht, daß man sie bei Licht besieht. Das Haus Österreich war ein einziges Mal in seiner ganzen Karriere progressiv; es war im Anfang seiner Laufbahn, als es sich mit den Spießbürgern der Städte gegen den Adel alliierte und eine deutsche Monarchie zu gründen suchte. Es war progressiv in höchst spießbürgerlicher Weise, aber einerlei, es war progressiv. Und wer stemmte sich ihm am entschiedensten entgegen? Die Urschweizer. Der Kampf der Urschweizer gegen Österreich, der glorreiche Eid auf dem Grütli, der heldenmütige Schuß Tells, der ewig denkwürdige Sieg von Morgarten, alles das war der Kampf störrischer Hirten gegen den Andrang der geschichtlichen Entwicklung, der Kampf der hartnäckigen, stabilen Lokalinteressen gegen die Interessen der ganzen Nation, der Kampf der Roheit gegen die Bildung, der Barbarei gegen die Zivilisation.“

## Entstehung und Intention
Max Frisch schrieb das Werk im August 1970. Es erschien am 29. September 1971 als zweiter Band der Reihe Suhrkamp Taschenbuch. Zu dem kleinen Prosastück war Frisch nach eigener Aussage durch den Terroranschlag auf dem Zürcher Flughafen Kloten angeregt worden, den palästinensische Mitglieder der Fatah im Jahr zuvor verübt hatten. Einer der Attentäter hatte sich nach seiner Verhaftung auf den „Freiheitskämpfer Wilhelm Tell“ berufen. Frisch, der Schillers Drama als „Agitprop-Stück des deutschen Idealismus“ bezeichnete, wollte mit seinem Werk zeigen, dass sich ein verfestigtes Narrativ wie die Tell-Sage bei genauer Betrachtung der Quellen auflösen lässt und einer gänzlich anderen Interpretation Raum geben kann.

## Ausgaben
Max Frisch: Wilhelm Tell für die Schule, Suhrkamp, Frankfurt am Main 1971 (= suhrkamp taschenbuch. Band 2), ISBN 3-518-36502-9.